# Онёй
Онёй (фр. Auneuil) — коммуна на севере Франции, регион О-де-Франс, департамент Уаза, округ Бове, кантон Бове-1. Расположена в 11 км к юго-западу от Бове и в 9 км от автомагистрали А16 «Европейская».
В 2017 году в состав коммуны Онёй вошла коммуна Трусюр.
Население (2018) — 2 864 человека.

## Достопримечательности
- Церковь Святого Себастьяна
- Музей керамики Буланже

## Экономика
В 1848 году семья Буланже открыла в Онёй керамическую мастерскую, выросшую впоследствии в крупное по местным меркам производство. Завод производил керамическую плитку трех цветов — желтого, красного и черного. В 1982 году завод был закрыт.
Структура занятости населения:
- сельское хозяйство — 0,8 %
- промышленность — 22,6 %
- строительство — 5,9 %
- торговля, транспорт и сфера услуг — 45,3 %
- государственные и муниципальные службы — 25,3 %

Уровень безработицы (2017) — 13,5 % (Франция в целом — 13,4 %, департамент Уаза — 13,8 %). 

Среднегодовой доход на 1 человека, евро (2018) — 21 950 (Франция в целом — 21 730, департамент Уаза — 22 150).

## Демография
Динамика численности населения, чел.

## Администрация
Пост мэра Онёй с 2020 года занимает Ан Деккер (Hans Dekker). На муниципальных выборах 2020 года возглавляемый им список был единственным.
| Период | Период | Фамилия        | Партия                  | Примечания                                                     |
| ------ | ------ | -------------- | ----------------------- | -------------------------------------------------------------- |
| 1995   | 2001   | Жан Гюлюдек    | Разные левые            | директор школы, член Генерального совета и Совета департамента |
| 2001   | 2020   | Робер Кристиан | Разные правые           | государственный служащий                                       |
| 2020   |        | Ан Деккер      | Коммунистическая партия | фермер                                                         |